# Tournoi de tennis de Panama
Le Visit Panamá Cup est un tournoi international de tennis masculin du circuit professionnel Challenger. Il a lieu tous les ans au mois d'avril dans la ville de Panama, au Panama. Il a été créé en 2012 et se joue sur terre battue en extérieur.

## Palmarès messieurs

### Simple
| Année | Vainqueur             | Finaliste          | Score          |
| ----- | --------------------- | ------------------ | -------------- |
| 2012  | Rogério Dutra Silva   | Peter Polansky     | 6-3, 6-0       |
| 2013  | Rubén Ramírez Hidalgo | Alejandro González | 6-4, 5-7, 7-64 |
| 2014  | Pere Riba             | Blaž Rola          | 7-5, 5-7, 6-2  |
| 2015  | Non joué              | Non joué           | Non joué       |
| 2016  | Non joué              | Non joué           | Non joué       |
| 2017  | Rogério Dutra Silva   | Pedja Krstin       | 6-2, 6-4       |
| 2018  | Carlos Berlocq        | Blaž Rola          | 6-2, 6-0       |

### Double
| Année | Vainqueurs                               | Finalistes                               | Score             |
| ----- | ---------------------------------------- | ---------------------------------------- | ----------------- |
| 2012  | Julio César Campozano Alejandro González | Daniel Kosakowski Peter Polansky         | 6-4, 7-5          |
| 2013  | Jorge Aguilar Sergio Galdós              | Julio César Campozano Alejandro González | 6-4, 6-4          |
| 2014  | František Čermák Mikhail Elgin           | Martín Alund Guillermo Durán             | 4-6, 6-3, [10-8]  |
| 2015  | Non joué                                 | Non joué                                 | Non joué          |
| 2016  | Non joué                                 | Non joué                                 | Non joué          |
| 2017  | Sergio Galdós Caio Zampieri              | Kevin Krawietz Adrián Menéndez-Maceiras  | 1-6, 7-65, [10-7] |
| 2018  | Yannick Hanfmann Kevin Krawietz          | Nathan Pasha Roberto Quiroz              | 7-64, 6-4         |